# UEFA Liga prvaka
UEFA Liga prvaka (ili jednostavno Liga prvaka; prije Kup prvaka) godišnje je nogometno natjecanje koje organizira UEFA. Jedan je od najprestižnijih sportskih turnira u Europi, ali i u svijetu zajedno s južnoameričkim Copa Libertadoresom. Finale ovog natjecanja je među najgledanijim godišnjim sportskim događajima, s više od 300 milijuna televizijskih gledatelja.
Turnir je osnovan 1955., na prijedlog francuskog novinara i urednika L'Équipea Gabriela Hanota, kao kontinentalno natjecanje za klubove pobjednike liga iz kojih dolaze nazvano Europski kup klubova prvaka. U sezoni 1992./93. naziv turnira promijenjen je u UEFA Liga prvaka, i od tada se na turniru natječu samo najbolje momčadi europskih nogometnih liga, iako neke od njih nikad nisu bili prvaci u svojoj ligi. Liga prvaka ne bi trebala biti poistovijećena s UEFA Europskom ligom ili s već ukinutim Kupom UEFA-e,  Kupom pobjednika kupova i Kupom velesajamskih gradova.
Real Madrid je najuspješniji klub u povijesti natjecanja, osvojivši naslov 15 puta, uključujući i prvih pet sezona zaredom. Uz to, španjolski su klubovi osvojili najviše naslova europskih prvaka, čak 20. Natjecanje su osvojila 22 različita kluba, od kojih je 13 osvojilo više od jednog naslova. Otkad je natjecanje promijenilo ime i strukturu 1992., Real Madrid je jedini obranio naslov prvaka i to čak tri puta zaredom, otkad je Milan obranio naslov 1990.
Jedini klubovi s prostora bivše SFRJ koji su bili u finalu UEFA Lige prvaka jesu Crvena zvezda i Partizan. Crvena zvezda je osvajač Lige prvaka u sezoni 1990./91., dok je 1965./66. Partizan bio doprvak Europe.
Trenutačni europski prvak je Paris Saint-Germain od kojeg je u finalu izgubio Inter Milan rezultatom 5:0.

## Povijest
Izvorno nazvan Europski kup klubova prvaka, ili skraćeno Europski kup (u Hrvatskoj zvan Kup prvaka), turnir je započeo 1955./56., a koristio je dvokružni eliminacijski sustav gdje bi momčadi igrale dvije utakmice jedna protiv druge, jednu kod kuće, a jednu u gostima, a momčad kojoj je ukupni rezultat u obje utakmice donio pobjedu išla bi u idući krug natjecanja. Ulaz u natjecanje bio je ograničen samo na pobjednike domaćih liga i prošlogodišnjeg osvajača kupa. Ovakav kvalifikacijski sustav bio je sve do 1997. godine. Od sezone 1997./98., pravila su promijenjena kako bi turnir dobio veću napetost (i dodatni novac sponzora), i kako bi trebao biti „zanimljiviji“. Momčadi koje nisu bili prvaci u državi mogle su se natjecati, bazirane naravno na relativnoj snazi njihove lige – s UEFA-inog gledišta, drugoplasirana momčad iz španjolske La Lige je bila vrednija automatske kvalifikacije u Ligu prvaka, nego na primjer, prva momčad iz poljske Orange Ekstraklase. Kao rezultat toga, sustav je promijenjen tako da „slabiji“ državni prvaci moraju u kvalifikacije za Ligu prvaka, dok drugoplasirani iz „jačih“ liga mogu direktno. Taj sustav se koristi i danas.
Koeficijenti za klub po federaciji obračunavaju se prema prijašnjim rezultatima.

## Sustav natjecanja

### Kvalifikacije
██ Članice UEFA-e koje su imale predstavnika u natjecanju po skupinama
██ Članice UEFA-e koje nisu imale predstavnika u natjecanju po skupinama
██ Nisu članice UEFA-e
Liga prvaka dostupna je svim državnim prvacima iz država koje pripadaju UEFA-i (osim Lihtenštajnu, koji nema vlastitu ligu), te drugoplasiranim, trećeplasiranim i četvrtoplasiranim iz jačih liga. Od siječnja 2007. dvije najniže rangirane lige igraju kvalifikacije i predstavljaju svoju državu u natjecanju. 
Broj klubova u Ligi prvaka koji ima jedan savez ovisi o njezinom rankingu na UEFA-inoj listi koeficijenata:
- savezi rangirani od 1. do 4. mjesta imaju 4 predstavnika
- savezi koji zauzimaju 5. i 6. mjesto imaju 3 predstavnika
- savezi rangirani od 7. do 15. mjesta imaju 2 predstavnika
- savezi koji su rangirani ispod 16. mjesta imaju po jednog predstavnika

Pozicija saveza također određuje u koju fazu natjecanja idu njezini predstavnici. Na primjer, tri najbolje rangirana saveza imaju četiri momčadi u fazi po skupinama (to su prvaci, drugoplasirani, trećeplasirani i četvrtoplasirani) gdje recimo najniže rangirani savezi imaju samo jednog predstavnika i to u 1. pretkolu. Deset najbolje plasiranih saveza imaju bar jednog predstavnika koji direktno ide u fazu po skupinama.
Za razdoblje od 2009. do 2012. godine UEFA je pripremila novi sustav kvalifikacija po kojem će 22 ekipe imati izravan nastup u natjecanju po skupinama umjesto dosadašnjih 16 (6 novih kvalifikanata će biti trećeplasirane momčadi iz tri prvorangirane lige + prvaci liga rangiranih od 10. do 12. mjesta), dok će se preostalih 10 mjesta tražit kroz dvije različite kvalifikacijske putanje. Jedna će biti rezervirana za neprvake saveza rangiranih od 1. do 15. mjesta, tj. ekipe su koje su u nacionalnom prvenstvu zauzele mjesta odmah ispod izravnih sudionika po skupinama. Druga će biti rezervirana za prvake saveza rangiranih od 13. mjesta naniže. Obje kvalifikacijske putanje igrat će se neovisno jedna od druge i svaka će kao konačne pobjednike izdvojit po 5 momčadi koji će biti posljednji sudionici natjecanja po skupinama. Svrha ove ideje je da se prvacima slabijih liga omogući lakši pristup do Lige prvaka kroz njihove međusobne dvoboje, nego protiv klubova iz jakih europskih liga koji to nisu učinili kroz domaće prvenstvo.
Dodatno mjesto u fazi po skupinama rezervirano je za prošlogodišnje prvake, u slučaju da se oni ne kvalificiraju u Ligu prvaka.  Također, gledajući sportske kriterije, svaki klub mora biti licenciran od strane saveza iz kojeg dolazi kako bi sudjelovao u Ligi prvaka. Kako bi dobio licencu, klub mora zadovoljiti određene stadionske, infrastrukturne i financijske uvjete.
Kontroverza se dogodila kada se Liverpool, koji je osvojio Ligu prvaka 2004./05., nije uspio kvalificirati među ćetiri najbolje momčadi u Premiershipu.  FA je odlučila da će Everton FC (koji je bio četvrti) zauzeti zadnje mjesto.  No, UEFA je donijela odluku da oba kluba mogu nastupiti u Ligi prvaka, no Liverpool je startao od 1. pretkola, a Everton od 3. pretkola. Liverpool je te sezone postao prvi klub, uz slovačku Artmediu, koji se iz 1. pretkola kvalificirao u fazu po skupinama. Liverpool je te sezone postao i prva momčad koja je iz 1. pretkola došla do faze ispadanja Lige prvaka.
FC Barcelona, Manchester United i FC Porto momčadi su koje su najviše puta nastupile u fazi po skupinama, svaka po 12 puta. No, svaka od momčadi je Ligu prvaka osvojila samo jednom otkad je uspostavljena faza po skupinama.

### Format
Turnir se sastoji od više faza natjecanja, a počinje kvalifikacijskim pretkolima. Momčadi startaju u različitim pretkolima ovisno o njihovoj poziciji u domaćoj ligi i UEFA-inim koeficijentima. 
U pretkolima momčadi igraju jedna protiv druge na principu eliminacije (knockout sustav) i to u dvije utakmice (kod kuće i u gostima). Momčad koja je ukupnim rezultatom iz obje utakmice ostvarila pobjedu ide u sljedeće pretkolo i igra protiv momčadi s kojom se križa. Pretkola se igraju od srpnja do kolovoza. 
Faza po skupinama igra se od rujna siječnja, dok se eliminacijska faza igra od veljače do svibnja.
Sve daljnje faze natjecanja igraju se dvokružno. Momčad koja rezultatima iz obje utakmice ostvari ukupnu pobjedu ide u iduću fazu. Ako je potrebno, produžetci i jedanaesterci se igraju da bi se dobio pobjednik. Jedina iznimka za sva ova pravila (osim zadnjeg) je finale, koje se igra jednokružno na neutralnom terenu, no zna se dogoditi da jedan od finalista ipak igra na svom terenu, na što UEFA ne može utjecati jer se stadion finala za tu sezonu bira pri kraju prošle sezone.
Ždrijebanje je danas oblikovano tako da dvije momčadi iz iste lige ne mogu igrati jedna protiv druge prije četvrtine finala. Nadalje, koriste se i UEFA-ini koeficijenti. Sustav natjecanja je bio žrtva promjena od sezone 1991./92.

### Finale
Finale Lige prvaka najvažnija je utakmica od svih europskih klupskih natjecanja. Stadion domaćin finala bira se dvije godine prije same utakmice. 
Real Madrid je natjecanje osvojio 15 puta. Sljedeće najuspješnije momčadi su Milan (7), Bayern München (6), Liverpool (6), Barcelona (5) i Ajax (4).
Pobjednički klub dobije trofej Lige prvaka, no UEFA-i ga mora vratiti 2 mjeseca prije sljedećeg finala. UEFA pobjednicima daje umanjenu verziju pokala u trajno vlasništvo, i pobjednički klubovi su slobodni u izrađivanju replika dok god su one propisno označene kao replike i nisu veće od 80% prave veličine pokala. No, trenutna pravila nalažu da će se pravi pokal dati na čuvanje samo momčadima koje osvoje tri finala za redom ili momčadima koje su ukupno osvojile pet ili više finala.
Pet momčadi su dobile pokal u trajno vlasništvo:
- Real Madrid, koji je osvojio prvih pet Liga prvaka, a 15 ukupno
- Ajax Amsterdam, koji je osvojio uzastopno od 1971. do 1973., a ukupno 4
- Bayern München, koji je osvojio uzastopno od 1974. do 1976., a ukupno 6
- A.C. Milan, koji je 5. puta osvojio 1994., a ukupno 7
- Liverpool, koji je svoje 5. finale osvojio 2005., a ukupno 6

Prvo finale Lige prvaka u kojem su igrale dvije momčadi iz iste države je ono iz 2000., kada su jedno protiv drugog igrali španjolski velikani Real Madrid i Valencia CF. Ovo je ponovljeno 2003., kada su igrali AC Milan i Juventus, 2008. između Manchester Uniteda i Chelsea, 2013. između Bayern Münchena i Borussie Dortmund, 2019. između Tottenham Hotspura i Liverpoola i 2021. između Manchester Cityja i Chelsea.
2014. godine prvi su put finale igrali klubovi iz istoga grada, Real Madrid i Atlético Madrid. To se ponovilo 2016. godine.

## Rekordi i statistike klubova

### Po državi
| Država      | Pobjednici | Drugo mjesto | Pobjednički klubovi                                                                                               | Drugoplasirani klubovi |
| ----------- | ---------- | ------------ | --- | --- |
| Španjolska  | 20         | 11           | Real Madrid (15), Barcelona (5)                                                                                   | Real Madrid (3), Barcelona (3), Atlético de Madrid (3), Valencia (2)                                                                |
| Engleska    | 15         | 11           | Liverpool (6), Manchester United (3), Nottingham Forest (2), Aston Villa (1), Chelsea FC (2), Manchester City (1) | Liverpool (4), Manchester United (2), Leeds United (1), Arsenal (1), Chelsea (1), Manchester City (1), Tottenham Hotspur (1)        |
| Italija     | 12         | 18           | Milan (7), Inter Milan (3), Juventus (2)                                                                          | Juventus (7), Inter Milan (4), Milan (4), Fiorentina (1), Roma (1), Sampdoria (1)                                                   |
| Njemačka    | 8          | 11           | Bayern München (6), Borussia Dortmund (1), Hamburg (1)                                                            | Bayern München (5), Borussia Dortmund (2), Bayer Leverkusen (1), Borussia Mönchengladbach (1), Eintracht Frankfurt (1), Hamburg (1) |
| Nizozemska  | 6          | 2            | Ajax Amsterdam (4), PSV Eindhoven (1), Feyenoord Rotterdam (1)                                                    | Ajax Amsterdam (2) |
| Portugal    | 4          | 5            | Benfica (2), FC Porto (2)                                                                                         | Benfica (5) |
| Francuska   | 2          | 6            | Marseille (1), Paris Saint-Germain (1)                                                                            | Reims (2), Marseille (1), Monaco (1), Paris Saint-Germain (1), St-Étienne (1)                                                       |
| Škotska     | 1          | 1            | Celtic (1) | Celtic (1) |
| Rumunjska   | 1          | 1            | Steaua Bukurešt (1)                                                                                               | Steaua Bukurešt (1) |
| Jugoslavija | 1          | 1            | Crvena zvezda (1)                                                                                                 | Partizan (1) |
| Grčka       | 0          | 1            | − | Panathinaikos (1) |
| Belgija     | 0          | 1            | − | Club Brugge (1) |
| Švedska     | 0          | 1            | − | Malmö FF (1) |

### Po klubu
| Klub                     | Pob. | Fin. | Pobjednik | Drugo mjesto                                                                |
| ------------------------ | ---- | ---- | --- | --------------------------------------------------------------------------- |
| Real Madrid              | 15   | 3    | 1955./56., 1956./57., 1957./58., 1958./59., 1959./60., 1965./66., 1997./98., 1999./00., 2001./02., 2013./14., 2015./16., 2016./17., 2017./18., 2021./22., 2023./24. | 1961./62., 1963./64., 1980./81.                                             |
| Milan                    | 7    | 4    | 1962./63., 1968./69., 1988./89., 1989./90., 1993./94., 2002./03., 2006./07.                                                                                         | 1957./58., 1992./93., 1994./95., 2004./05.                                  |
| Bayern München           | 6    | 5    | 1973./74., 1974./75., 1975./76., 2000./01., 2012./13., 2019./20. | 1981./82., 1986./87., 1998./99., 2009./10., 2011./12.                       |
| Liverpool                | 6    | 4    | 1976./77., 1977./78., 1980./81., 1983./84., 2004./05., 2018./19. | 1984./85., 2006./07., 2017./18., 2021./22.                                  |
| Barcelona                | 5    | 3    | 1991./92., 2005./06., 2008./09., 2010./11., 2014./15. | 1960./61., 1985./86., 1993./94.                                             |
| Ajax Amsterdam           | 4    | 2    | 1970./71., 1971./72., 1972./73., 1994./95. | 1968./69., 1995./96.                                                        |
| Internazionale           | 3    | 4    | 1963./64., 1964./65., 2009./10. | 1966./67., 1971./72., 2022./23., 2024./25.                                  |
| Manchester United        | 3    | 2    | 1967./68., 1998./99., 2007./08. | 2008./09., 2010./11.                                                        |
| Juventus                 | 2    | 7    | 1984./85., 1995./96. | 1972./73., 1982./83., 1996./97., 1997./98., 2002./03., 2014./15., 2016./17. |
| Benfica                  | 2    | 5    | 1960./61., 1961./62. | 1962./63., 1964./65., 1967./68., 1987./88., 1989./90.                       |
| Chelsea                  | 2    | 1    | 2011./12., 2020./21. | 2007./08.                                                                   |
| Nottingham Forest        | 2    | 0    | 1978./79., 1979./80. | −                                                                           |
| Porto                    | 2    | 0    | 1986./87., 2003./04. | −                                                                           |
| Borussia Dortmund        | 1    | 2    | 1996./97. | 2012./13., 2023./24.                                                        |
| Celtic                   | 1    | 1    | 1966./67. | 1969./70.                                                                   |
| Hamburger SV             | 1    | 1    | 1982./83. | 1979./80.                                                                   |
| Steaua Bukurešt          | 1    | 1    | 1985./86. | 1988./89.                                                                   |
| Olympique de Marseille   | 1    | 1    | 1992./93. | 1990./91.                                                                   |
| Manchester City          | 1    | 1    | 2022./23. | 2020./21.                                                                   |
| Paris Saint-Germain      | 1    | 1    | 2024./25. | 2019./20.                                                                   |
| Feyenoord                | 1    | 0    | 1969./70. | −                                                                           |
| Aston Villa              | 1    | 0    | 1981./82. | −                                                                           |
| PSV Eindhoven            | 1    | 0    | 1987./88. | −                                                                           |
| Crvena zvezda            | 1    | 0    | 1990./91. | −                                                                           |
| Atlético Madrid          | 0    | 3    | − | 1973./74., 2013./14., 2015./16.                                             |
| Stade Reims              | 0    | 2    | − | 1955./56., 1958./59.                                                        |
| Valencia                 | 0    | 2    | − | 1999./00., 2000./01.                                                        |
| Fiorentina               | 0    | 1    | − | 1956./57.                                                                   |
| Eintracht Frankfurt      | 0    | 1    | − | 1959./60.                                                                   |
| Partizan                 | 0    | 1    | − | 1965./66.                                                                   |
| Panathinaikos            | 0    | 1    | − | 1970./71.                                                                   |
| Leeds United             | 0    | 1    | − | 1974./75.                                                                   |
| Saint-Étienne            | 0    | 1    | − | 1975./76.                                                                   |
| Borussia Mönchengladbach | 0    | 1    | − | 1976./77.                                                                   |
| Club Brugge              | 0    | 1    | − | 1977./78.                                                                   |
| Malmö                    | 0    | 1    | − | 1978./79.                                                                   |
| Roma                     | 0    | 1    | − | 1983./84.                                                                   |
| Sampdoria                | 0    | 1    | − | 1991./92.                                                                   |
| Bayer Leverkusen         | 0    | 1    | − | 2001./02.                                                                   |
| Monaco                   | 0    | 1    | − | 2003./04.                                                                   |
| Arsenal                  | 0    | 1    | − | 2005./06.                                                                   |
| Tottenham Hotspur        | 0    | 1    | − | 2018./19.                                                                   |

(Tablica se sortira po godini posljednjeg osvajanja.)
Posljednje ažuriranje po klubovima i državama bilo je 1. lipnja 2025.

## Rekordi i statistike igrača

### Najbolji strijelci
Zaključno s 25. studenim 2024.
Znak ‡ označava da je igrač nastupao u eri Europskog kupa.  

Igrači koji nastupaju u aktualnoj sezoni Lige prvaka označeni su podebljano. 

Tablica ne uključuje golove postignute u kvalifikacijskom dijelu turnira.
| Pozicija | Igrač                | Golovi | Nastupi | Omjer | Godine        | Klub(ovi) (golovi/nastupi)                                           |
| -------- | -------------------- | ------ | ------- | ----- | ------------- | -------------------------------------------------------------------- |
| 1.       | Cristiano Ronaldo    | 140    | 183     | 0,77  | 2003. – 2022. | Manchester United (21/59), Real Madrid (105/101), Juventus (14/23)   |
| 2.       | Lionel Messi         | 129    | 163     | 0,79  | 2005. – 2023. | Barcelona (120/149), Paris Saint-Germain (9/14)                      |
| 3.       | Robert Lewandowski   | 99     | 124     | 0,8   | 2011. – danas | Borussia Dortmund (17/28), Bayern München (69/78), Barcelona (13/18) |
| 4.       | Karim Benzema        | 90     | 152     | 0,59  | 2005. – 2023. | Lyon (12/19), Real Madrid (78/133)                                   |
| 5.       | Raúl                 | 71     | 142     | 0,50  | 1995. – 2011. | Real Madrid (66/130), Schalke 04 (5/12)                              |
| 6.       | Ruud van Nistelrooy  | 56     | 73      | 0,77  | 1998. – 2009. | PSV Eindhoven (8/11), Manchester United (35/43), Real Madrid (13/19) |
| 7.       | Thomas Müller        | 54     | 154     | 0,35  | 2009. – danas | Bayern München                                                       |
| 8.       | Thierry Henry        | 50     | 112     | 0,45  | 1997. – 2012. | Monaco (7/9), Arsenal (35/77), Barcelona (8/26)                      |
| 9.       | Alfredo Di Stéfano ‡ | 49     | 58      | 0,84  | 1955. – 1964. | Real Madrid                                                          |
| 9.       | Kylian Mbappé        | 49     | 77      | 0,64  | 2016. – danas | Monaco (6/9), Paris Saint-Germain (42/64), Real Madrid (1/4)         |

### Igrači s najviše nastupa
Zaključno s 25. studenim 2024.
Igrači koji nastupaju u aktualnoj sezoni Lige prvaka označeni su podebljano. 

Tablica ne uključuje nastupe u kvalifikacijskom dijelu turnira.
| Pozicija | Igrač             | Nastupi | Godine        | Klub(ovi) (nastupi)                                      |
| -------- | ----------------- | ------- | ------------- | -------------------------------------------------------- |
| 1.       | Cristiano Ronaldo | 183     | 2003. – 2022. | Manchester United (59), Real Madrid (101), Juventus (23) |
| 2.       | Iker Casillas     | 177     | 1999. – 2019. | Real Madrid (150), Porto (27)                            |
| 3.       | Lionel Messi      | 163     | 2005. – 2023. | Barcelona (149), Paris Saint-Germain (14)                |
| 4.       | Thomas Müller     | 154     | 2009. – danas | Bayern München                                           |
| 5.       | Karim Benzema     | 152     | 2005. – 2023. | Lyon (19), Real Madrid (133)                             |
| 6.       | Toni Kroos        | 151     | 2008. – 2024. | Bayern München (41), Real Madrid (110)                   |
| 6.       | Xavi              | 151     | 1998. – 2015. | Barcelona                                                |
| 8.       | Manuel Neuer      | 144     | 2007. – danas | Schalke 04 (22), Bayern München (122)                    |
| 9.       | Sergio Ramos      | 142     | 2005. – 2023. | Real Madrid (129), Paris Saint-Germain (8), Sevilla (5)  |
| 9.       | Raúl              | 142     | 1995. – 2011. | Real Madrid (130), Schalke 04 (12)                       |

## Himna
Himna UEFA-ine Lige prvaka koja nosi ime "Liga prvaka" ("Champions League") aranžman je Tonyja Brittena prema Händelovom "Zadoku". Himna je premijerno izvedena 1992. od britanskog Royal Philharmonic Orchestra (Kraljevski filharmonijski orkestar) i zbora iz akademije St. Martin in the Fields na 3 službena UEFA-ina jezika: engleskom, njemačkom i francuskom. Pripjev (refren) himne izvođen je prije svake službene utakmice Lige prvaka, u trajanju od  3 minute.

## Unutarnje poveznice
- Dodatak:Popis nogometnih klubova koji su igrali UEFA-inu Ligu prvaka
- UEFA Liga prvaka 2024./25.
- Finale UEFA Lige prvaka 2025.

## Vanjske poveznice
- Službena stranica
- Lyrics and audio file of the Himna UEFA Lige prvaka  Arhivirana inačica izvorne stranice od 18. ožujka 2007. (Wayback Machine)
- RSSSF Arhiuva Kupova prvaka
- UEFA European Cup Football – web-stranica za statistike